# 大淀昇一
大淀 昇一（おおよど しょういち、1942年 - ）は、日本の教育学者、歴史社会学者である。

## 経歴
1942年大阪市生まれ。1967年東京大学教育学部卒業、1969年同大学院修了。その後、東京工業大学、島根大学、東洋大学、放送大学で教員を務めた。近代日本における科学技術教育の社会史、太平洋戦争中と戦後の高度経済成長過程における人的資源政策を主要な研究テーマとする。日本教育学会、日本産業教育学会（2004年10月より理事長を務めた）、日本教育社会学会、日本科学史学会等に所属。

## 著書
- 大淀昇一『宮本武之輔と科学技術行政』東海大学出版会、1989年。ISBN 448603077X。 NCID BN03899130。全国書誌番号:89056962。
- 大淀昇一『技術官僚の政治参画 : 日本の科学技術行政の幕開き』中央公論社〈中公新書〉、1997年。ISBN 4121013824。 NCID BA32791817。全国書誌番号:98060405。
- 大淀昇一『近代日本の工業立国化と国民形成 : 技術者運動における工業教育問題の展開』すずさわ書店、2009年。ISBN 9784795402683。 NCID BA90496428。全国書誌番号:21648363。
- 岩木秀夫, 大淀昇一『教育入門 : 文献で読み解く教育の社会的基盤』放送大学教育振興会〈放送大学教材〉、2011年。ISBN 9784595312359。 NCID BB05246483。全国書誌番号:21912484。